# Fraccionamiento Misión de San Javier
Fraccionamiento Misión de San Javier är en ort i Mexiko.   Den ligger i kommunen Ciudad Apodaca och delstaten Nuevo León, i den centrala delen av landet, 700 km norr om huvudstaden Mexico City. Fraccionamiento Misión de San Javier ligger 405 meter över havet och antalet invånare är 2 655.
Terrängen runt Fraccionamiento Misión de San Javier är platt. Runt Fraccionamiento Misión de San Javier är det tätbefolkat, med 511 invånare per kvadratkilometer. Närmaste större samhälle är Monterrey, 18,4 km väster om Fraccionamiento Misión de San Javier. Runt Fraccionamiento Misión de San Javier är det i huvudsak tätbebyggt.